# فرع (القف)

تعديل مصدري - تعديل

فرع هي إحدى قرى عزلة القف بمديرية القف التابعة لمحافظة حضرموت، بلغ تعداد سكانها 147 نسمة حسب تعداد اليمن لعام 2004.